# Chèvrefeuille de Maack
 (juillet 2023).
Si vous disposez d'ouvrages ou d'articles de référence ou si vous connaissez des sites web de qualité traitant du thème abordé ici, merci de compléter l'article en donnant les références utiles à sa vérifiabilité et en les liant à la section « Notes et références ».
Lonicera maackii
Pour les articles homonymes, voir Maack.
Espèce
Classification phylogénétique
Le Chèvrefeuille de Maack ou  Clématite de Maack (Lonicera maackii ) est une espèce d'arbustes de la famille des Caprifoliacées, cultivée comme plante ornementale.

## Description
À l'âge adulte, la plante, à croissance lente, atteint une taille de 5 m. Son port est droit et érigé.
Les feuilles sont allongées, entières, lancéolées, opposées, avec un pétiole court et duveteux comme le bas de la nervure. La tige est creuse.
La floraison, printanière, est blanche devenant jaune. Les fruits apparaissent à l'automne. Ce sont des baies rouges très décoratives ressemblant aux groseilles.

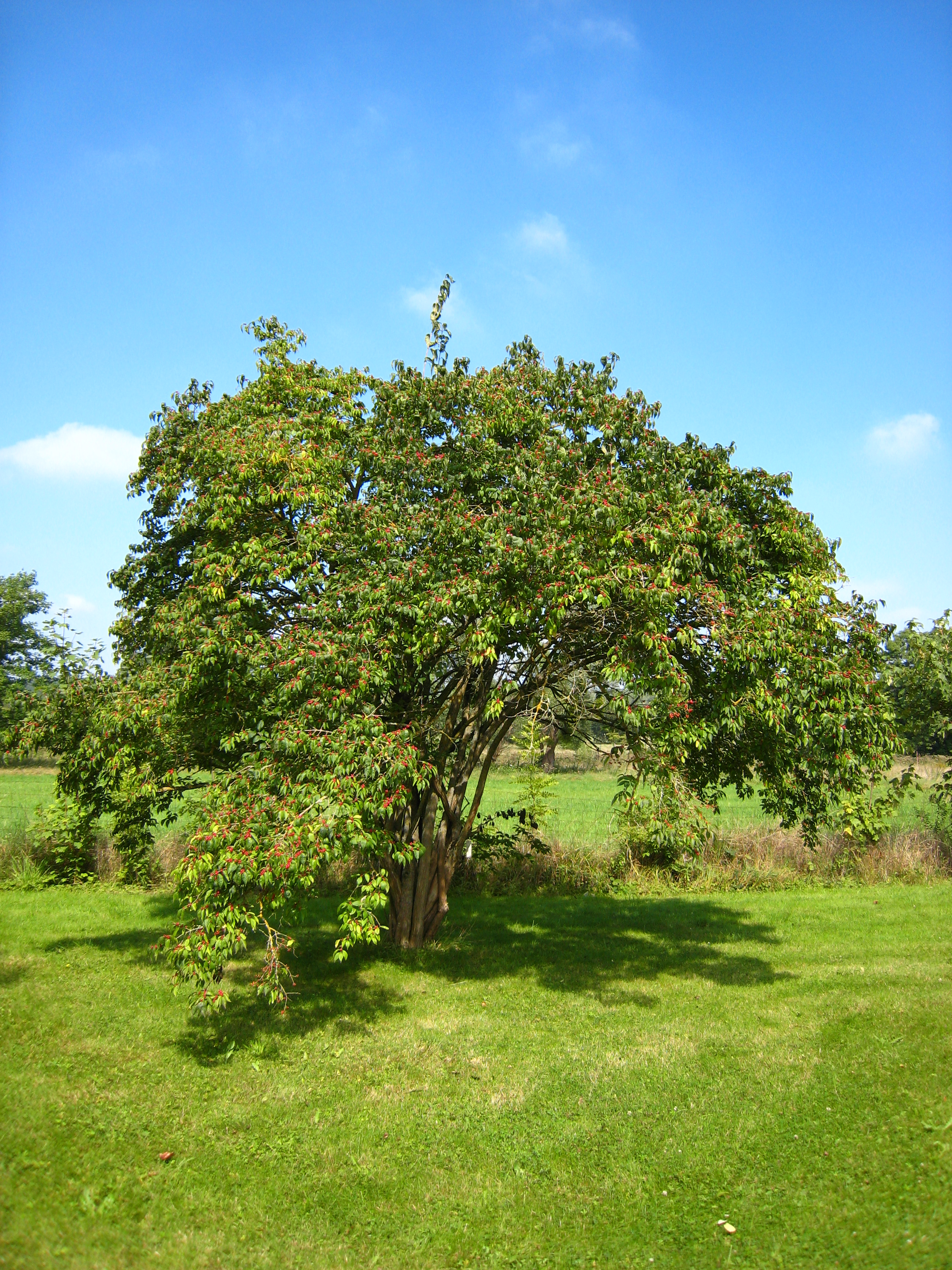
Arboretum de Chèvreloup, Rocquencourt.
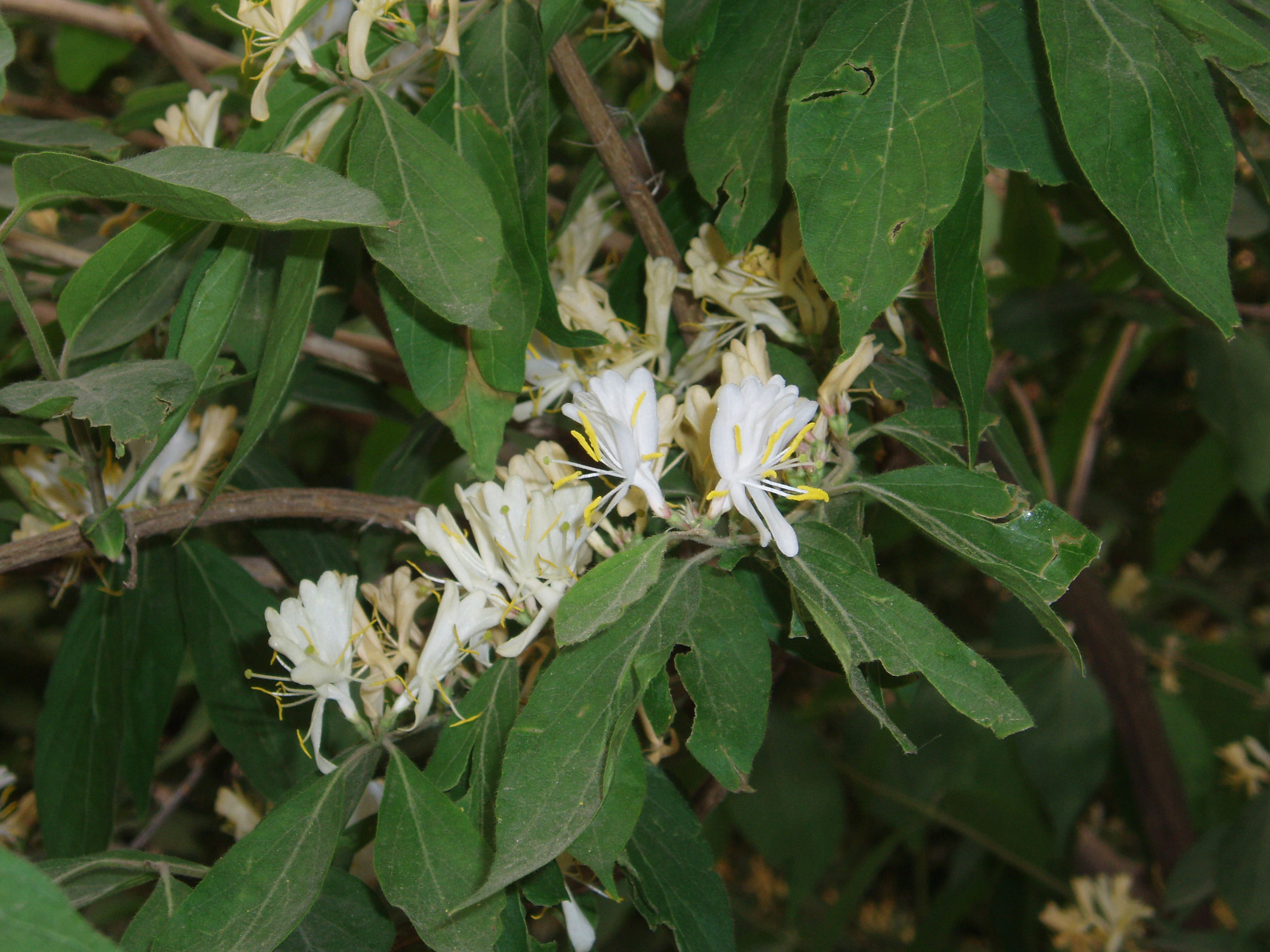
Fleurs du chèvrefeuille de Maack.
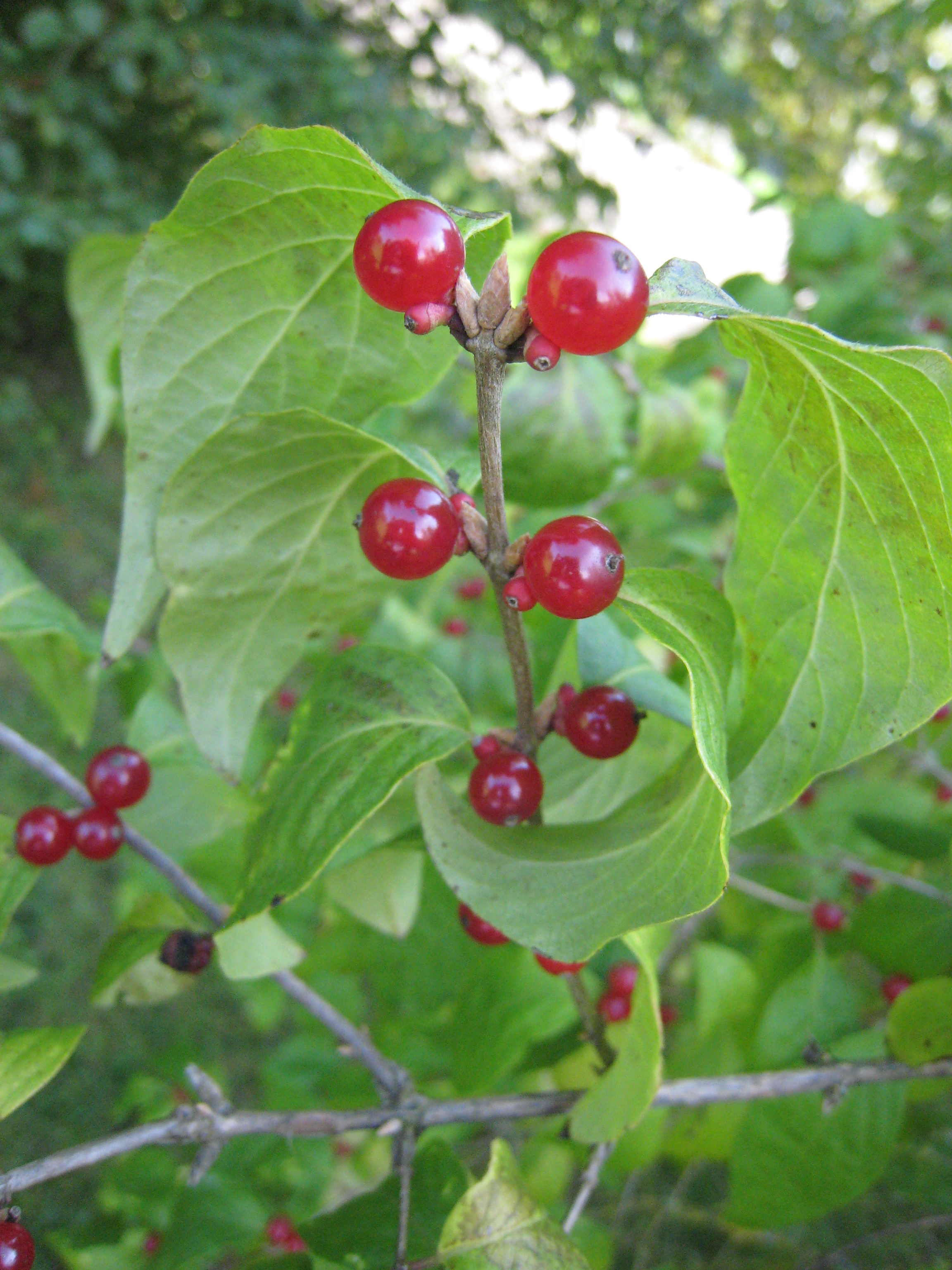
Fruits du chèvrefeuille de Maack.

## Répartition
Originaire de la Chine et du Japon, le Chèvrefeuille de Maack est naturalisé en Amérique du Nord.

## Culture
Préférant un emplacement ensoleillé ou à mi ombre, la plante s'adapte à tous les climats et tous les types de sols.
Elle se multiplie par bouturage semi-ligneux et herbacé.

## Utilisation
Le Chèvrefeuille de Maack se cultive en haie fleurie, en massif ou comme plante isolée.

## Liste des variétés
Selon GBIF (15 mai 2025) :
- Lonicera maackii var. erubescens Rehder
- Lonicera maackii var. maackii (Rupr.) Maxim.

## Dénominations
Ce taxon porte en français les noms vernaculaires ou normalisés suivants : Chèvrefeuille de Maack,, Clématite de Maack.

## Systématique
Le nom correct complet (avec auteur) de ce taxon est Lonicera maackii (Rupr.) Maxim..
L'espèce a été initialement classée dans le genre Xylosteon sous le basionyme Xylosteon maackii Rupr..
Lonicera maackii a pour synonymes :
- Caprifolium maackii (Rupr.) Kuntze
- Lonicera maackii f. podocarpa Franch.
- Lonicera maackii f. podocarpa Franch. ex Rehder
- Lonicera maackii var. japonica Nakai
- Lonicera maackii (Rupr.) Herder
- Xylosteon maackii Rupr.